# Аксте
А́ксте (ест. Akste küla) — село в Естонії, у волості Аг'я повіту Пилвамаа.

## Населення
Чисельність населення на 31 грудня 2011 року становила 67 осіб.

## Географія
На захід від села розташоване озеро Аксте (ест. Akste järv).
Через село проходить автошлях 181 (Кярса — Еосте).